# Gnarrenburg
Gnarrenburg er en kommune med godt 9.100 indbyggere (2013) i den nordvestlige del af Landkreis Rotenburg (Wümme), i den nordlige del af den tyske delstat Niedersachsen.

## Geografi
Gnarrenburg har station på jernbanen mellem Osterholz-Scharmbeck og Bremervörde, den såkaldte Moorexpress. Kommunen krydses af Hamme-Oste-Kanal der forbinder floderne Hamme og Oste med hinanden, og var oprindelig beregnet tiltørvetransport til Bremen og Hamburg.

### Inddeling
Kommunen Gnarrenburg består af 12 landsbyer og lokalområder (indbyggere pr. 31. december 2011):
- Augustendorf 276 indbyggere
- Barkhausen 281 indbyggere
- Brillit 922 indbyggere
- Fahrendorf 399 indbyggere
- Findorf 366 indbyggere
- Glinstedt 604 indbyggere
- Gnarrenburg 3.026 indbyggere
- Karlshöfen / Karlshöfenermoor 1.309 indbyggere
- Klenkendorf 255 indbyggere
- Kuhstedt 1036 indbyggere
- Kuhstedtermoor 224 indbyggere
- Langenhausen 606 indbyggere

### Nabokommuner
Gnarrenburg grænser til kommunerne Basdahl, Oerel, Bremervörde, Sandbostel, Selsingen, Ostereistedt, Rhade og Breddorf i Landkreis Rotenburg (Wümme), Worpswede, Vollersode og Holste i Landkreis Osterholz samt Kirchwistedt i Landkreis Cuxhaven.